# Jacques Grimonpon
Jacques Grimonpon (ur. 30 lipca 1930 w Tourcoing, zm. 23 stycznia 2013 w Cap Ferret) – francuski piłkarz grający na pozycji obrońcy.

## Kariera klubowa
Karierę piłkarską Grimonpon rozpoczął w klubie Lille OSC. W sezonie 1945/1946 zadebiutował w nim w pierwszej lidze francuskiej. W debiutanckim sezonie wywalczył z Lille tytuł mistrza Francji. W 1947 roku odszedł z Lille do drugoligowego Le Havre AC, w którym występował przez sezon.
W 1948 roku Grimonpon ponownie zmienił klub i przeszedł do Lyon OU. W sezonie 1950/1951 awansował z nim z drugiej do pierwszej ligi, jednak tuż po awansie odszedł do Le Havre AC. W 1953 roku został zawodnikiem Girondins Bordeaux. W 1956 roku spadł z nim do drugiej ligi, a w 1957 zakończył karierę.
| Sezon   | Klub               | Kraj    | Rozgrywki  | Mecze | Bramki |
| ------- | ------------------ | ------- | ---------- | ----- | ------ |
| 1945/46 | Lille OSC          | Francja | Division 1 | 8     | 0      |
| 1946/47 | Lille OSC          | Francja | Division 1 | 4     | 0      |
| 1947/48 | Le Havre AC        | Francja | Division 2 | 29    | 0      |
| 1948/49 | Lyon OU            | Francja | Division 2 | 34    | 0      |
| 1949/50 | Lyon OU            | Francja | Division 2 | 34    | 0      |
| 1950/51 | Lyon OU            | Francja | Division 2 | 31    | 0      |
| 1951/52 | Le Havre AC        | Francja | Division 1 | 33    | 0      |
| 1952/53 | Le Havre AC        | Francja | Division 1 | 31    | 0      |
| 1953/54 | Girondins Bordeaux | Francja | Division 1 | 33    | 1      |
| 1954/55 | Girondins Bordeaux | Francja | Division 1 | 34    | 1      |
| 1955/56 | Girondins Bordeaux | Francja | Division 1 | 33    | 0      |
| 1956/57 | Girondins Bordeaux | Francja | Division 2 | 7     | 0      |

## Kariera reprezentacyjna
W 1954 roku Grimonpon został powołany do kadry Francji na mistrzostwa świata w Szwajcarii. Na tym turnieju był rezerwowym zawodnikiem i nie rozegrał żadnego spotkania. Ostatecznie nie zdołał zaliczyć debiutu w kadrze narodowej.